# フスト・ビジャール
フスト・ウィルマール・ビジャール・ビベロス（Justo Wilmar Villar Viveros, 1977年6月30日 - ）は、パラグアイ・ニェーンブク県セリート出身の元同国代表サッカー選手。ポジションはゴールキーパー。

## クラブ経歴
クルブ・ソル・デ・アメリカからデビューし、エベル・ウーゴ・アルメイダの指導を受けた。2001年にクルブ・リベルタに移籍し、2002年には24年ぶりのリーグ優勝を果たし、2003年にはリーグ連覇した。2004年、アルゼンチンのニューウェルズ・オールドボーイズに移籍し、2004アペルトゥーラでリーグ優勝し、アルゼンチンの報道陣から年間最優秀選手とみなされた。2004年にはパラグアイ最優秀選手にも選ばれた。
2008年夏、スペインのレアル・バリャドリードに移籍した。シーズン序盤はセルヒオ・アセンホの控えだったが、12月7日のCAオサスナ戦でデビューし、3か月半の間レギュラーとして出場した。シーズン終盤は再びアセンホがレギュラーを務めた。アセンホがアトレティコ・マドリードに移籍して迎えた2009-10シーズンはヘタフェCFから復帰したハコボ・サンスの控えとして開幕を迎えたが、7節までに16失点したハコボの代わりに8節からゴールを守った。しかし、2010年3月28日に行われたシェレスCD戦で退場処分を受け、その後はハコボにポジションを再び譲りチームも最終節のFCバルセロナ戦で大敗して2部に降格した。
2011年、エストゥディアンテス・デ・ラ・プラタに移籍した。2013年、クルブ・ナシオナルに移籍した。
2017年7月19日、CSDコロコロからクルブ・ナシオナルに復帰することが発表された。

## 代表経歴
1997年にFIFA U-20ワールドカップに出場した。パラグアイ代表として2001年、2004年、2007年の3回のコパ・リベルタドーレス、2002年と2006年、2010年の3回のFIFAワールドカップに出場した。2006 FIFAワールドカップは正GKとして大会を迎えたが、初戦のイングランド戦で開始8分に負傷し、その後の試合に出場できなかった。2010 FIFAワールドカップ南米予選には18試合のうち17試合に出場した。本大会でも正GKとして出場し、ゲームキャプテンを務めた。初戦のイタリア戦では1失点を喫したものの、その後は安定した守備で無失点に抑え、チームの首位通過に貢献した。決勝トーナメント1回戦の日本戦でも安定した守備でPK戦の末、勝利し、準々決勝のスペイン戦ではシャビ・アロンソのPKを止めるなど存在感をアピールし、試合は敗北したもののパラグアイを初のベスト8に導いた。引退試合として招集された2018年6月12日の日本戦に先発出場し、前半12分に交代した。この試合で代表を引退し、代表歴代2位となる通算120試合出場を記録した。

## 代表歴

### 出場大会
- パラグアイ代表
  - 2002 FIFAワールドカップ
  - 2006 FIFAワールドカップ
  - 2010 FIFAワールドカップ

### 試合数
- 国際Aマッチ 120試合 0得点（1999年-2018年）[4]

| パラグアイ代表 | 国際Aマッチ | 国際Aマッチ |
| 年             | 出場        | 得点        |
| -------------- | ----------- | ----------- |
| 1999           | 8           | 0           |
| 2000           | 1           | 0           |
| 2001           | 1           | 0           |
| 2002           | 0           | 0           |
| 2003           | 9           | 0           |
| 2004           | 8           | 0           |
| 2005           | 9           | 0           |
| 2006           | 5           | 0           |
| 2007           | 11          | 0           |
| 2008           | 9           | 0           |
| 2009           | 10          | 0           |
| 2010           | 12          | 0           |
| 2011           | 11          | 0           |
| 2012           | 5           | 0           |
| 2013           | 4           | 0           |
| 2014           | 2           | 0           |
| 2015           | 7           | 0           |
| 2016           | 7           | 0           |
| 2017           | 0           | 0           |
| 2018           | 1           | 0           |
| 通算           | 120         | 0           |

## タイトル

### クラブ
リベルタ
- リーガ・パラグアージャ : 2002, 2003

ニューウェルズ
- プリメーラ・ディビシオン : 2004アペルトゥーラ

コロコロ
- カンペオナート・ナシオナル : 2014クラウスーラ, 2015アペルトゥーラ

### 個人
- パラグアイ最優秀選手賞 : 2004
- コパ・アメリカゴールデングローブ賞(最優秀GK賞) : 2011